# Cagayancillo
Cagayancillo is een gemeente in de Filipijnse provincie Palawan. Bij de laatste census in 2007 had de gemeente bijna 7 duizend inwoners.

## Geografie

### Bestuurlijke indeling
Cagayancillo is onderverdeeld in de volgende 12 barangays:
| - Bantayan - Calsada - Convento - Lipot North - Lipot South - Magsaysay - Panlaitan | - Mampio - Nusa - Santa Cruz - Tacas - Talaga - Wahig |

## Demografie
Cagayancillo had bij de census van 2007 een inwoneraantal van 6.506 mensen. Dit zijn 158 mensen (2,5%) meer dan bij de vorige census van 2000. De gemiddelde jaarlijkse groei komt daarmee uit op 0,34%, hetgeen lager is dan het landelijk jaarlijks gemiddelde over deze periode (2,04%). Vergeleken met de census van 1995 is het aantal mensen met -211 (-3,1%) toegenomen.

De bevolkingsdichtheid van Cagayancillo was ten tijde van de laatste census, met 6.506 inwoners op 26,39 km², 254,5 mensen per km².